# Loo, Estland
En by med samma namn (Loo (by)) ligger 8 km öster om småköpingen Loo.
Loo är en småköping (estniska: alevik) i norra Estland. Den ligger i Jõelähtme kommun och landskapet Harjumaa, 10 km öster om huvudstaden Tallinn. Antalet invånare var 2 093 år 2011.
Loo ligger 34 meter över havet och terrängen runt orten är platt. Runt Loo är det ganska glesbefolkat, med 38 invånare per kvadratkilometer. Norr om Loo och på andra sidan riksväg 1 ligger staden Maardu, västerut och på andra sidan riksväg 11 ligger Tallinn och söderut ligger småköpingen Lagedi. Omgivningarna runt Loo är en mosaik av jordbruksmark och naturlig växtlighet.
Inlandsklimat råder i trakten. Årsmedeltemperaturen i trakten är 2 °C. Den varmaste månaden är juli, då medeltemperaturen är 16 °C, och den kallaste är januari, med −13 °C.